# Leza de Río Leza
Leza de Río Leza is een gemeente in de Spaanse provincie en regio La Rioja met een oppervlakte van 11,12 km². Leza de Río Leza telt 39 inwoners (1 januari 2016).

## Demografische ontwikkeling
Bron: INE, 1857-2011: volkstellingen